# Claude Gauthier
Claude Gauthier, född 12 september 1947, är en kanadensisk före detta ishockeyforward som blev draftad som första spelare totalt i 1964 års NHL-draft av Detroit Red Wings. Han kom aldrig att spela vare sig professionellt eller i NHL under sin ishockeykarriär utan spelade för juniorlagen Midget de Rosemont och Alouettes de Saint-Jérôme samt för ett lag från staden Sorel.